# Horní Bečva
Horní Bečva település Csehországban, Vsetíni járásban. Horní Bečva Hutisko-Solanec, Bílá, Čeladná, Prostřední Bečva és Velké Karlovice településekkel határos. Lakosainak száma 2438 fő (2024. január 1.).

## Népesség
A település lakosságának változását az alábbi diagram mutatja:
| Lakosok száma | 2697 | 2773 | 3002 | 2718 | 2729 | 2419 | 2455 | 2461 | 2416 | 2438 |
|               | 1869 | 1890 | 1921 | 1950 | 1980 | 2001 | 2017 | 2019 | 2022 | 2024 |